# Верхне-Салымское нефтяное месторождение
Верхне-Салымское — нефтяное месторождение в России. Расположено в Ханты-Мансийском автономном округе. Открыто в 1966 году, полная эксплуатация начата в 2004 году.
Начальные запасы нефти на месторождении оцениваются в 25 млн тонн. В глубоких пластах баженовской свиты имеются запасы сланцевой нефти.
Месторождение относится к Западно-Сибирской провинции.
Оператором месторождение является нефтяная компания Салым Петролеум Девелопмент Н.В., совместное предприятие концерна Royal Dutch Shell и российской компании Sibir Energy.